# Jean Cau
Jean Cau (født 8. juli 1925 i Bram, død 18. juni 1993 i Paris) var en fransk forfatter, der i 1961 fik Goncourtprisen for romanen La Pitié de Dieu (da: Guds barmhjertighed).